# Joh. Thormählen & Co.
Joh. Thormählen & Co. (auch Joh’s. Thormählen & Co., Jos. Thormählen & Co. oder Johannes Thormählen & Co.) war eine Werft in Elmshorn, Schleswig-Holstein.

## Geschichte

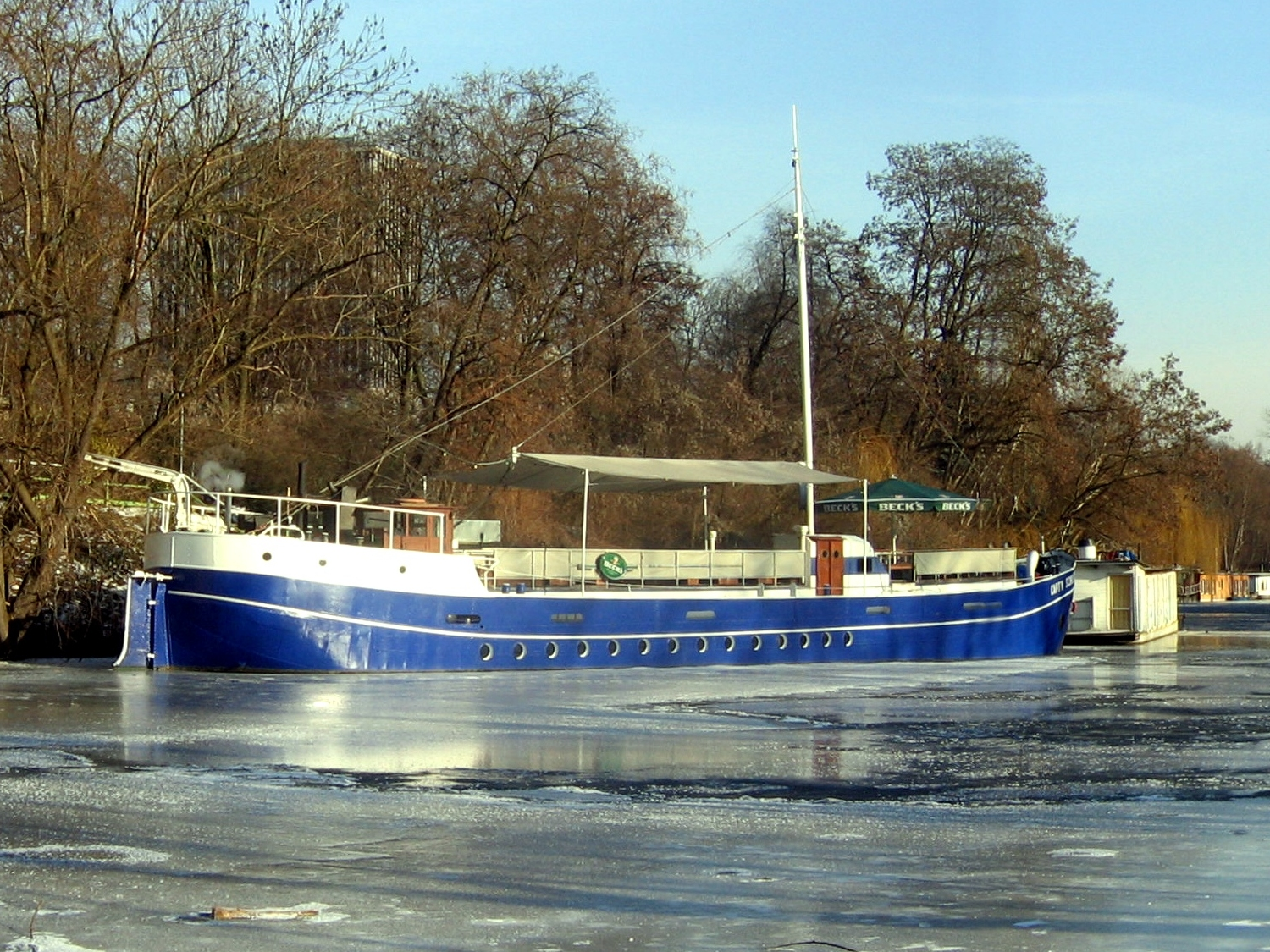
Das Berliner Restaurantschiff Capt'n Schillow entstand 1909 als Segelschute bei Thormählen

Die Werft wurde im Jahre 1837 von Heinrich Thormählen gegründet, der dazu möglicherweise eine bereits im 18. Jahrhundert gegründete kleine Bootswerft übernahm. Ihm folgte sein Sohn Johannes als Eigentümer. Die Werft befand sich am Südufer der Krückau im Elmshorner Ortsteil Wisch. Sie war insbesondere auf den Bau von Frachtseglern wie Ewer und von Schuten spezialisiert, baute später aber auch kleine Dampf- und Motorschiffe.
1909 kaufte der Schiffbauingenieur Friedrich Schultenkämper einen Anteil an der Werft. Er war dort zunächst Betriebsingenieur, wurde aber spätestens 1916 alleiniger Besitzer. Er betrieb den Bau von Schuten, Leichtern, Pontons und Schiffsrümpfen für kleinere Motor- und Dampfschiffe. In den letzten Jahren des Ersten Weltkriegs lebte die Werft teilweise auch von Bauaufträgen der Kaiserlichen Marine. So erhielt sie im Jahre 1918 sogar noch den Auftrag für ein Flachgehendes Minensuchboot, FM 62, dessen Bau allerdings bereits im Sommer 1918 auf Anweisung der Marine eingestellt wurde.
Die Hyperinflation 1922/23 und der dadurch verursachte Zusammenbruch der deutschen Wirtschaft wurde dem Betrieb zum Verhängnis, und 1925 musste die Werft schließen.

## Heutige Nutzung
Bereits 1926 kaufte der im Januar 1926 gegründeten Segler-Verein Elmshorn das Werftgelände. Er hob dort im Laufe der Jahre ein zweites Hafenbecken aus und ist noch heute dort beheimatet. Das einstige Wohngebäude der Werft dient als Vereinshaus.